# Galla Placidias mausoleum

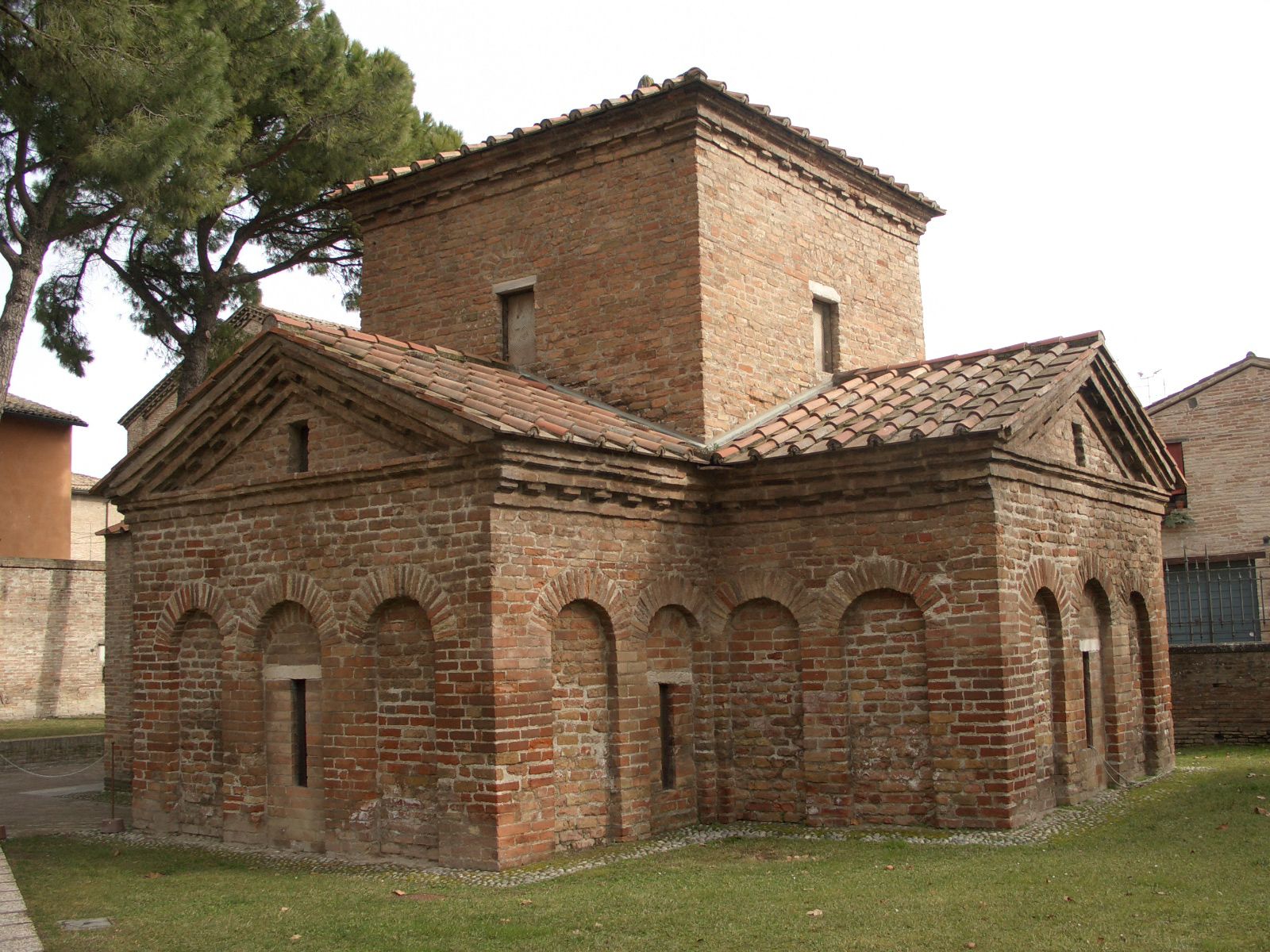
Galla Placidias mausoleum.

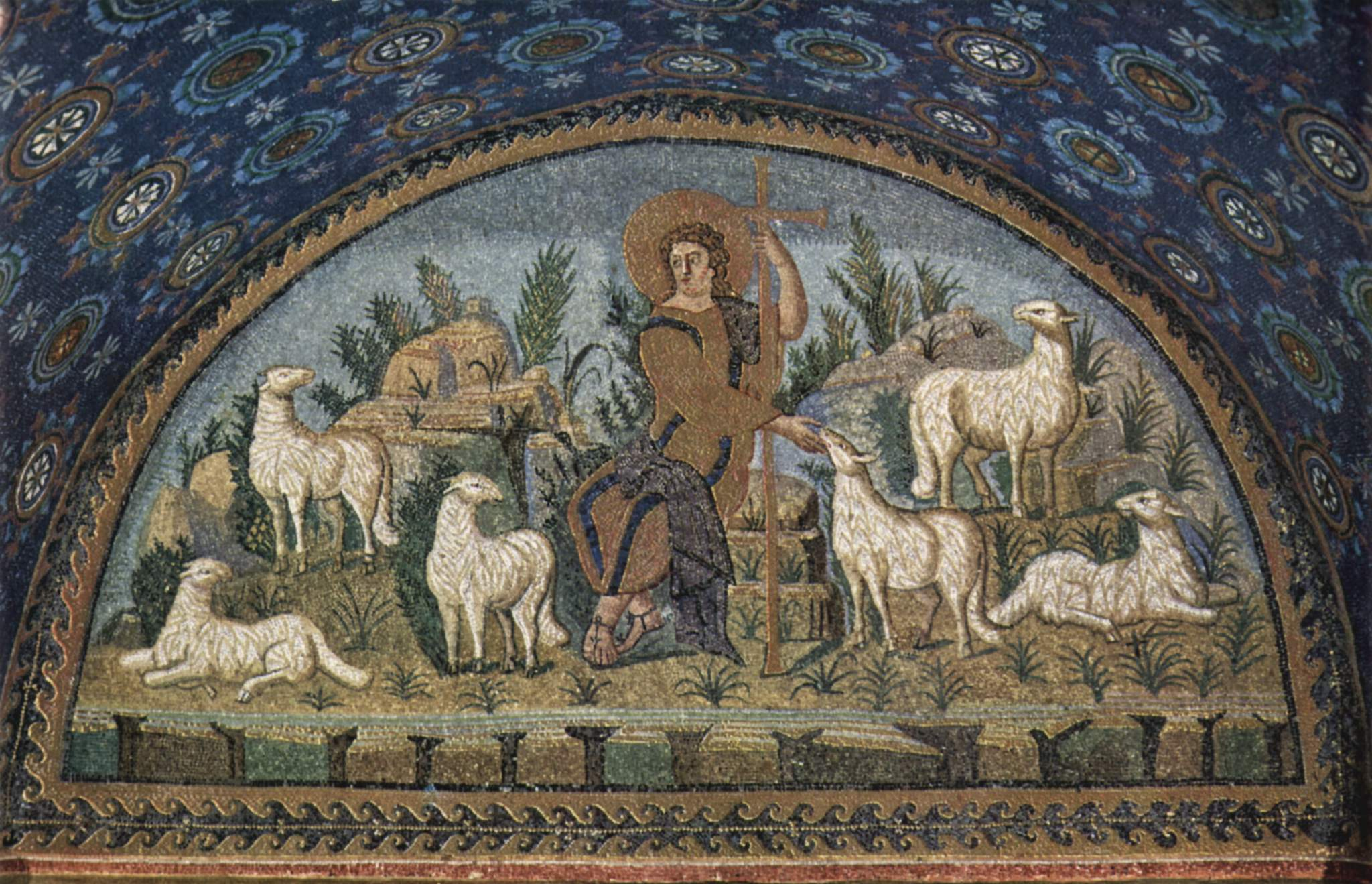
Mosaik med Kristus som den gode herden.

Galla Placidias mausoleum är ett mausoleum belägen i Ravenna, Italien och med på Unescos världsarvslista sedan 1996.
Mausoleet, som uppfördes cirka år 420, är en liten byggnad som endast mäter 11 x 13 meter, men byggnadens inre ger intryck av att vara större. Det ologiska intrycket beror möjligtvis på interiörens bländande mosaiker, vilka pryder kupolens, nischernas och tunnvalvens innerväggar. Mosaikerna föreställer bland annat apostlarna, Laurentius martyrium och den gode herden med sin hjord.
Galla Placidia (Ravennas härskarinna mellan 425 och 450), hennes make, Constantius III och hennes bror (kejsar Honorius) har än idag sina sarkofager på de ursprungliga platserna. År 1577 brann innehållet i sarkofagerna av misstag.